# スペインの島の一覧
スペインの島の一覧（スペインのしまのいちらん）では、スペインに属する島の一覧について記述する。

## 地域別

### バレアレス諸島
- ジムネジアス群島
  - マヨルカ島
  - メノルカ島
  - カブレラ島
  - アイレ島
  - ドラゴネーラ島
  - コニルス島

- ピティウザス群島
  - イビサ島
  - フォルメンテーラ島
  - エスパルマドール島

### カナリア諸島
- サンタ・クルス・デ・テネリフェ県（カナリア諸島西部）
  - テネリフェ島
  - ラ・ゴメラ島
  - エル・イエロ島
  - ラ・パルマ島

- ラス・パルマス県（カナリア諸島東部）
  - グラン・カナリア島
  - ランサローテ島
  - フエルテベントゥーラ島
  - アレグランサ島
  - ラ・グラシオーサ島

### 本土周辺の島々

#### プラサス・デ・ソベラニア（イベリア半島南岸）
- アルボラン島
- チャファリナス諸島
- ペニョン・デ・アルセマス
- ペレヒル島

#### ビスケー湾岸（イベリア半島北岸）
- フェザント島（ビダソア川の中州）
- サンタ・クララ島（サン・セバスティアン沖合）

#### ガリシア大西洋諸島（イベリア半島西岸）
- シエス諸島
- アロウサ島
- オンス島

#### 地中海岸（イベリア半島東岸）
- コルンブレテス諸島
- マデス諸島

## ランキング
| スペインの有人島 | スペインの有人島 | スペインの有人島         | スペインの有人島                   | スペインの有人島 | スペインの有人島 |
| 人口 順位        | 面積 順位        | 島名                     | 諸島名                             | 人口             | 面積             |
| ---------------- | ---------------- | ------------------------ | ---------------------------------- | ---------------- | ---------------- |
| 1                | 2                | テネリフェ島             | カナリア諸島                       | 888,184          | 2,034            |
| 2                | 1                | マヨルカ島               | バレアレス諸島                     | 859,289          | 3,640            |
| 3                | 4                | グラン・カナリア島       | カナリア諸島                       | 847,830          | 1,560            |
| 4                | 5                | ランサローテ島           | カナリア諸島                       | 143,209          | 845.9            |
| 5                | 8                | イビサ島                 | バレアレス諸島                     | 140,964          | 571              |
| 6                | 3                | フエルテベントゥーラ島   | カナリア諸島                       | 107,367          | 1,660            |
| 7                | 7                | メノルカ島               | バレアレス諸島                     | 92,348           | 695.7            |
| 8                | 6                | ラ・パルマ島             | カナリア諸島                       | 85,346           | 706              |
| 9                | 9                | ラ・ゴメラ島             | カナリア諸島                       | 20,783           | 369.76           |
| 10               | 11               | フォルメンテーラ島       | バレアレス諸島                     | 11,878           | 83.24            |
| 11               | 10               | エル・イエロ島           | カナリア諸島                       | 10,587           | 268.71           |
| 12               | -                | アロウサ島               | ガリシア大西洋諸島（大西洋）       | 4,956            | 6.9              |
| 13               | 12               | ラ・グラシオーサ島       | カナリア諸島                       | 699 (2014)       | 29.05            |
| -                | -                | オンス島                 | ガリシア大西洋諸島（大西洋）       | 81 (2013)        | 4.14             |
| -                | -                | タバルカ島               | アリカンテ県沖合（地中海）         | 59 (2013)        | 0.3              |
| -                | -                | ラ・トハ島               | ガリシア大西洋諸島（大西洋）       | 47 (2011)        | 1.10             |
| -                | -                | ブダ島                   | エブロ川河口（地中海）             | 4 (????)         | 10.0             |
| -                | -                | シエス諸島               | ガリシア大西洋諸島（大西洋）       | 3 (????)         | 4.34             |
| -                | -                | アルボラン島             | プラサス・デ・ソベラニア（地中海） | 駐在者あり       | 0.0712           |
| -                | -                | ペニョン・デ・アルセマス | プラサス・デ・ソベラニア（地中海） | 駐在者あり       | 0.015            |
| -                | -                | チャファリナス諸島       | プラサス・デ・ソベラニア（地中海） | 駐在者あり       | 0.525            |